# 長毛蕗蕨
長毛蕗蕨（学名：[Hymenophyllum oligosorum] 错误：{{Lang}}：文本有斜体标记（帮助））为膜蕨科膜蕨屬下的一个种。

## 扩展阅读
- 維基物種上的相關：長毛蕗蕨